# Biantes dilatatus
Biantes dilatatus is een hooiwagen uit de familie Biantidae. De wetenschappelijke naam van Biantes dilatatus gaat terug op J. Martens.